# Plaque sud-américaine
La plaque sud-américaine est une  plaque tectonique de la lithosphère de la planète Terre. Sa superficie est de 1,03045 stéradians. On y associe généralement les plaques des Andes du Nord et de l'Altiplano.

## Étendue
Elle couvre :
- Dans le domaine de la croûte continentale : la majorité de l'Amérique du Sud, hormis le nord de la cordillère des Andes située en Équateur, en Colombie et au Venezuela (qui forment la plaque des Andes du Nord), l'Altiplano (qui forme une Plaque de l'Altiplano indépendante), et le sud de la Terre de Feu (qui fait partie de la plaque Scotia);
- La croûte continentale submergée comprend y compris les îles Malouines et la Géorgie du Sud.
- Dans le domaine de la croûte océanique,  la plaque comprend : l'ouest de l'Atlantique sud, mais sans les îles Sandwich du Sud (sises sur la plaque des Sandwich, en bordure de la plaque Scotia).

## Frontières

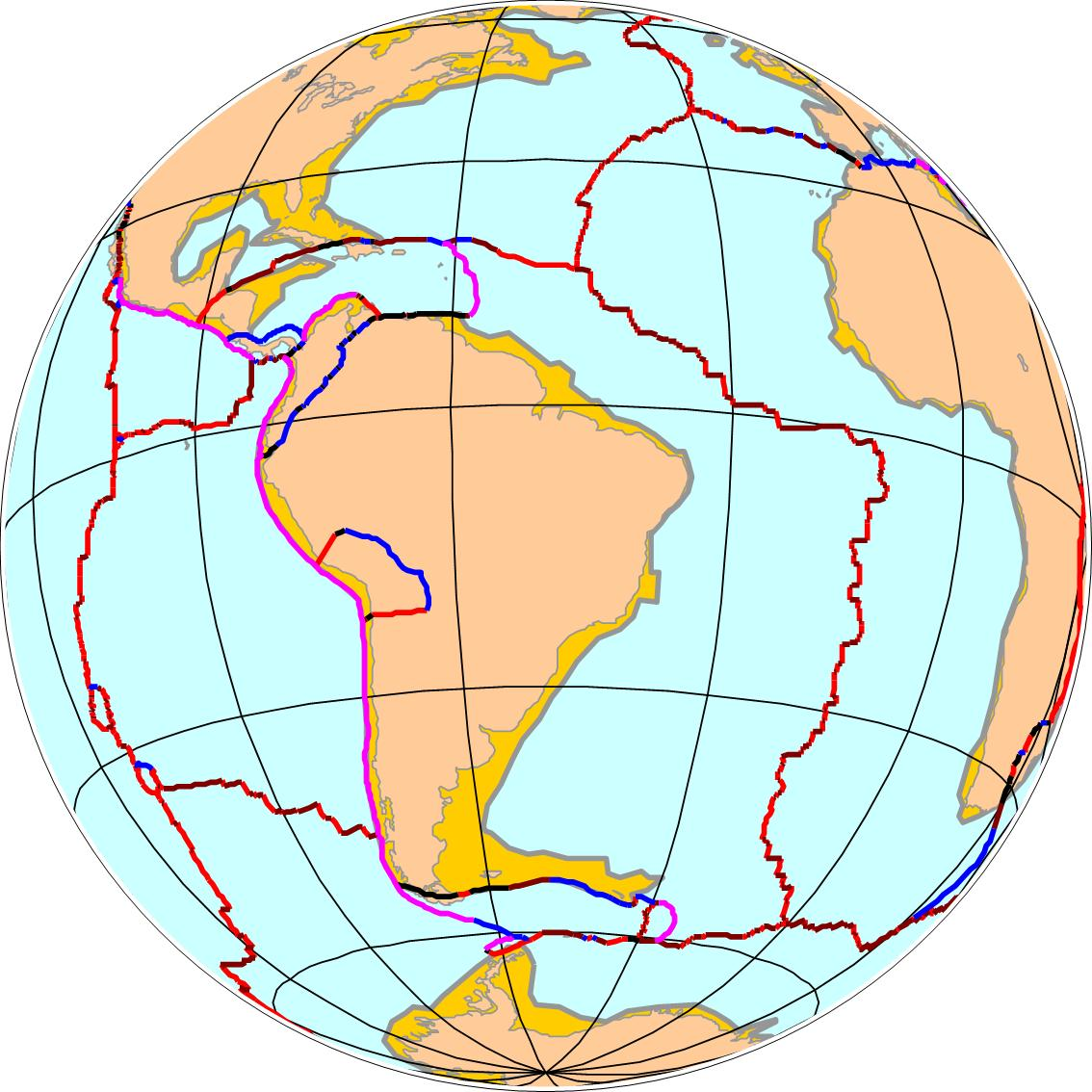
Carte en projection orthographique de la plaque sud-américaine.

La principale caractéristique de la plaque sud-américaine est sa grande frontière ouest sur la côte pacifique, formée par la fosse du Pérou et Chili, où le continent sud-américain fait disparaître par une immense fosse de subduction la plaque de Nazca sur l'essentiel de la longueur de la chaîne des Andes, et plus ponctuellement la plaque antarctique à l'extrême sud du continent.
Ce contact de la plaque sud-américaine avec la plaque de Nazca est considéré comme interrompu par la Plaque de l'Altiplano au niveau de la Bolivie, micro-plaque tectonique qui s’enfonce en queue d'aronde dans la plaque sud-américaine, plus rapidement que la plaque de Nazca, au sein de zones d'orogenèse correspondant à la cordillère des Andes.
Au nord, la croûte continentale de la plaque sud-américaine se fragmente avec la plaque des Andes du Nord, qui couvre par une liaison convergente / transformante la jonction avec l'Amérique centrale et la plaque caraïbe.
Au nord et au sud, la plaque sud-américaine est bordée par deux plaques secondaires présentant un profil géologique assez similaire: la plaque caraïbe au nord, et au sud la plaque Scotia (prolongée en l'occurrence par la plaque des Sandwich). La frontière avec la plaque sud-américaine est généralement formée par un système de failles transformantes, autorisant le déplacement de ces plaques secondaires vers l'est.
Ces deux plaques secondaires sont limitées à l'est par une fosse de subduction entre plaques océaniques, qui correspond géologiquement à la limite entre les plaques Nazca et Pacifique dérivant vers l'est, et la plaque africaine dérivant vers l'ouest, convergence permettant l'ouverture de l'océan Atlantique lors de la fragmentation de la pangée. Dans l'intervalle de la plaque sud-américaine, où le contact s'est fait entre une plaque océanique et une croûte continentale, cette limite a été bloquée par la cordillère des Andes et correspond à l'actuelle fosse du Pérou et Chili ; dans les zones sans croûte continentale la limite a été déportée beaucoup plus à l'est, et a donné lieu à l'émergence d'arcs insulaires : les petites Antilles au nord, bordées par la fosse des Caraïbes ; et les îles Sandwich au sud, à présent portées sur une micro-plaque indépendante, la plaque des Sandwich, et bordées par la fosse des Sandwich.
Les autres frontières de la plaque sud-américaine sont formées côté est par des contacts divergents entre croûtes océaniques : au nord, la plaque nord-américaine ; à l'est, la plaque africaine ; au sud, la plaque antarctique.

## Déplacement
Le déplacement de la plaque sud-américaine se fait vers l'ouest à une vitesse de 1,45 centimètre par an ou encore à une vitesse de rotation de 0,6365° par million d'années selon un pôle eulérien situé à 55°00' de latitude nord et 85°75' de longitude ouest (référentiel : plaque pacifique).

## Sources
- (en) Peter Bird, An updated digital model of plate boundaries, vol. 4, Geochemistry Geophysics Geosystems, 14 mars 2003 (DOI 10.1029/2001GC000252, Bibcode 2003GGG.....4.1027B, lire en ligne)
- (en) « Speed of the Continental Plates : An educational, fair use website », sur hypertextbook.com